# هارالد فون هيرشفلد
هارالد فون هيرشفيلد (10 يوليو 1912 - 18 يناير 1945) مجرم حرب وجنرال في الفيرماخت ل ألمانيا النازية الذي قاد فرقة فولكس غرينادير 78 خلال الحرب العالمية الثانية. حصل على وسام الفارس الصليبي الحديدي بأوراق البلوط.
تلقى هيرشفيلد، نجل تاجر قي مكلنبورغ، تعليمًا وتدريبًا كبيرًا في الخارج، في أمريكا الجنوبية وإسبانيا ولندن وباريس. في 23 أكتوبر 1935، انضم إلى فوج المشاة الجبلي 98 في كيمبتن.  في سبتمبر 1943، بصفته عقيدًا في الفرقة الجبلية الأولى، لعب دورًا رئيسيًا في مذبحة فرقة أكوي، وقتل 5,155 أسيرًا إيطاليًا من حرب فرقة المشاة الجبلية اكوي 33 في كيفالونيا.
في 15 يناير 1945، تمت ترقيته إلى رتبة جنرال مايجور. في هذا اليوم، تم تعيينه رسميًا في قيادة فرقة شتورم 78، التي قادها بشكل غير رسمي منذ 26 سبتمبر 1944. وكان أصغر ضابط في الجيش الألماني. أصيب بجروح بالغة خلال معركة دكلا باس وتوفي في طريقه إلى المستشفى الميداني في 18 يناير 1945. تمت ترقيته بعد وفاته إلى رتبة فريق في 10 فبراير 1945. تزوج هيرشفيلد من سيلفينيا فون دونهوف، التي تزوجت فيما بعد من الطيار المقاتل السابق أدولف غالاند.

## الجوائز والأوسمة
- ميدالية أنشلوس (8 نوفمبر 1938) [2]
- الصليب الحديدي (1939) الدرجة الثانية (1 نوفمبر 1939) والدرجة الأولى (28 يونيو 1941) [4]
- شارة الجرح (1939) أسود (23 يوليو 1941) ، فضي (23 سبتمبر 1941) وذهبي (2 أكتوبر 1941)
- شارة المشاة (25 يوليو 1941)
- وسام التاج (رومانيا) بالسيوف على الشريط الخامس (1 نوفمبر 1941)
- ميدالية الجبهة الشرقية (1 أغسطس 1942)
- وسام الفارس الصليبي الحديدي بأوراق البلوط
  - في 15 نوفمبر 1941 بصفته ملازم أول وقائد الفرقة Gebirgsjäger-98 [5]
  - بأوراق البلوط في 23 ديسمبر 1942 بصفته هاوبتمان وقائد الفرقة 11. / Gebirgsjäger-Regiment 98 [6]

### اقتباسات
1. ↑  "Härter als üblich". Der Spiegel (بالألمانية). 1969. Archived from the original on 2018-09-26. Retrieved 2013-12-12.
2. 1 2  Thomas & Wegmann 1993, p. 318.
3. ↑  "Adolf Galland". Der Spiegel (بالألمانية). 1954. Archived from the original on 2017-04-28. Retrieved 2013-12-12.
4. ↑  Thomas 1997, p. 283.
5. ↑  Fellgiebel 2000, p. 228.
6. ↑  Fellgiebel 2000, p. 64.

- Fellgiebel, Walther-Peer (2000) [1986]. Die Träger des Ritterkreuzes des Eisernen Kreuzes 1939–1945 — Die Inhaber der höchsten Auszeichnung des Zweiten Weltkrieges aller Wehrmachtteile [The Bearers of the Knight's Cross of the Iron Cross 1939–1945 — The Owners of the Highest Award of the Second World War of all Wehrmacht Branches] (بالألمانية). Friedberg, Germany: Podzun-Pallas. ISBN:978-3-7909-0284-6.
- Thomas, Franz; Wegmann, Günter (1993). Die Ritterkreuzträger der Deutschen Wehrmacht 1939–1945 Teil VI: Die Gebirgstruppe Band 1: A–K [The Knight's Cross Bearers of the German Wehrmacht 1939–1945 Part VI: The Mountain Troops Volume 1: A–K] (بالألمانية). Osnabrück, Germany: Biblio-Verlag. ISBN:978-3-7648-2430-3.
- Thomas, Franz (1997). Die Eichenlaubträger 1939–1945 Band 1: A–K [The Oak Leaves Bearers 1939–1945 Volume 1: A–K] (بالألمانية). Osnabrück, Germany: Biblio-Verlag. ISBN:978-3-7648-2299-6.

| مناصب عسكرية    | مناصب عسكرية                | مناصب عسكرية    |
| --------------- | --------------------------- | --------------- |
| سبقه {{{سبقه}}} | {{{العنوان}}} {{{الأعوام}}} | تبعه {{{تبعه}}} |